# ژان فن استین
ژان فن استین (انگلیسی: Jean Van Steen; ۲ ژوئن ۱۹۲۹ – ۲۸ فوریهٔ ۲۰۱۳) بازیکن فوتبال اهل بلژیک بود.
از باشگاه‌هایی که در آن بازی کرده‌است می‌توان به باشگاه فوتبال اندرلشت اشاره کرد.
وی همچنین در تیم ملی فوتبال بلژیک بازی کرده‌است.